# 岛民花蟹蛛
岛民花蟹蛛（学名：Xysticus insulicola）为蟹蛛科花蟹蛛属的动物。分布于朝鲜、日本以及中国的黑龙江、吉林、辽宁、内蒙古等地。该物种的模式产地在日本。